# Arno Dal Ri Júnior
Arno Dal Ri Júnior (Balneário Camboriú, 12 de março de 1974) é um jurista brasileiro. É Professor Titular de Teoria e História do Direito Internacional nos cursos de graduação, mestrado e doutorado em Direito da Universidade Federal de Santa Catarina (UFSC).
Obteve o mestrado na Universidade de Pádua (1999) e o doutoramento na Universidade Luigi Bocconi de Milão (2003), tendo realizado pós-doutorado na Universidade Paris I (Panthéon-Sorbonne, 2004) e na Universidade de Gante (2019-2020), na Bélgica. Atua também como professor e orientador de teses nos Programas de Doutorado em "Teoria e História do Direito" na Universidade de Florença, e em "História do Direito" na Universidade Estatal de Milão, ambos na Itália, no Programa de Doutorado em "Estado e Nacionalismo" da Universidade de Alcalá, em Madrid, Espanha, e no Master em "Direito Internacional e Organizações Internacionais" da Universidade Paris I (Panthéon-Sorbonne).
Entre 2008 e 2009 dirigiu o Departamento de Integração Estudantil da Universidade Federal de Santa Catarina, período em que atuou interinamente como Pró-Reitor de Assuntos Estudantis. Entre 2011 e 2019 esteve na coordenação do Programa de Pós-Graduação em Direito (mestrado e doutorado, conceito 6 da CAPES) da Universidade Federal de Santa Catarina, tendo entre 2015 e 2019 assumido as funções de coordenador. Entre 2023 e 2024 coordenou o Programa NEXUS/PRINT instituído pela CAPES na UFSC. Em 2024 assumiu a presidência da comissão de Ética Pública da Universidade Federal de Santa Catarina.
Idealizador dos cursos de Mestrado Interinstitucional (MINTER) e de Doutorado Interinstitucional (DINTER) em Direito oferecidos pela UFSC na Universidade Comunitária Regional de Chapecó e na Faculdade Luciano Feijão, em Sobral (CE).
Pelas mãos de Paolo Grossi, presidente da Corte Constitucional da República Italiana e professor emérito da Universidade de Florença, recebeu em 8 de setembro de 2007 a medalha de reconhecimento acadêmico concedida pelo ateneu italiano; em 13 de dezembro de 2017 foi agraciado pelo Tribunal Permanente de Revisão do Mercosul com a outorga da "Medalha Rosalba", n. 45 (Resolução STPR n. 100/2017), como reconhecimento pelas contribuições aportadas à ciência jurídica e ao direito no processo de integração regional, em 5 de dezembro de 2024, recebeu a "Sarton Medal for Merit in the History of Science" concedida pelo Comitê da History of Science Society na Universidade de Gante, na Bélgica, e, em 20 de março de 2025, por meio do decreto reitoral n.° DGDRI-2025-02, recebeu a nomeação a "Professeur Distingué" (Honorary Professor) da Faculdade de Ciências Jurídicas e Sociais da Universidade de Lille, na França, pelas contribuições no campo da história do direito internacional.

## Obra e influência
É autor de artigos e livros sobre Direito Internacional e História do Direito, dos quais os mais significativos são "O Estado e seus inimigos" (ISBN 8571063338), sobre a construção doutrinal dos crimes políticos na história da cultura jurídica, e "História do Direito Internacional", sobre o percurso histórico do direito internacional econômico. É coordenador das coleções "Clássicos do Direito Internacional" e "Arqueologia Jurídica".
A sua produção no campo da História do Direito é marcada pela influência de nomes como Paolo Grossi, António Manuel Hespanha e Raoul Van Caenegem. No Direito Internacional, recebe claro influxo das obras de Dionisio Anzilotti, Santi Romano, Roberto Ago e Piero Ziccardi.
A coleção "Clássicos do Direito Internacional", publicada pela editora da Unijuí, conta com as seguintes obras "O Direito da Guerra" (2005), de Alberico Gentili; "Os Índios e o Direito da Guerra" (2006), de Francisco de Vitória; "O Direito da Guerra e da Paz" (2004), de Hugo Grotius; "O Direito das Gentes", de Emmerich de Vattel (2007); "O Direito Natural e das Gentes" (no prelo), de Samuel von Pufendorf; "Sistema do Direito Romano Atual" [vol. VIII] (2005), de Friedrich Carl von Savigny; "Direito Internacional" (2003), de Pasquale Stanislao Mancini; "Príncipios de Direito Internacional" (2010), de Hans Kelsen; "O Direito Internacional nos julgamentos internos" (no prelo), de Dionisio Anzilotti; "Novas Tendências do Direito Internacional" (no prelo), de Nikolaos Sokrates Politis.
A coleção “Arqueologia Jurídica”, publicada pela editora da Fundação José Arthur Boiteux da UFSC, é composta pelos seguintes títulos: "Mitologias Jurídicas da Modernidade"(2007), de Paolo Grossi; "História do Direito Internacional" (2004), de Arno Dal Ri Jr.; "Cultura Jurídica Européia"(2005), de António Manuel Hespanha; "História do Tributo no Brasil" (2005), de Ubaldo Cesar Balthazar; "Direito Penal na Grécia Antiga" (2005), de Viviana Gastaldi; "Síntese de uma História das Idéias Jurídicas" (2006), de Antonio Carlos Wolkmer; "O Direito dos Letrados no Império Português" (2007), de António Manuel Hespanha.